# Komora daňových poradců České republiky
Komora daňových poradců České republiky (dále jen Komora) je profesní organizace, jejímž úkolem je garantovat vysokou úroveň daňového poradenství v České republice. Dohlíží na řádný výkon daňového poradenství, usměrňuje činnost daňových poradců, vytváří předpoklady pro zvyšování jejich kvalifikace, nabízí svým členům řadu různých služeb, chrání a prosazuje jejich zájmy a podílí se na tvorbě vhodného prostředí pro práci poradců.

## Legislativní vymezení
Komora je samosprávnou profesní organizací daňových poradců. Její existence je dána zákonem č. 523/1992 Sb., o daňovém poradenství a Komoře daňových poradců České republiky, který nabyl účinnosti 1. prosince 1992. Tento zákon upravuje postavení a činnost daňových poradců i činnost samotné Komory.
Zákon o daňovém poradenství garantuje očekávané profesní standardy profese, upravuje postavení Komory daňových poradců, práva a povinnosti daňových poradců a definuje i samotné daňové poradenství jako poskytování právní pomoci a finančně ekonomických rad ve věcech daní, odvodů, poplatků a jiných plateb, jakož i ve věcech, které s daněmi přímo souvisejí. Podle tohoto zákona se mohou daňovými poradci stát pouze fyzické osoby, které jsou zapsány v seznamu Komory daňových poradců ČR. Daňoví poradci jsou ze zákona povinně členy Komory.
Důležitým rysem Komory, který zajišťuje její nezávislost a současně je předpokladem její vysoké odborné úrovně, je její samosprávnost.[zdroj⁠?!]

## Orgány komory
Komora má tyto orgány:
- Valná hromada
- Prezidium
- Dozorčí komise
- Disciplinární komise
- Zkušební komise

## Výkon daňového poradenství
Základní úprava výkonu daňového poradenství je zakotvena v zákoně a následně ve stanovách Komory. Daňovým poradcem podle zákona o daňovém poradenství je fyzická osoba zapsaná v seznamu daňových poradců. Daňový poradce je oprávněn a povinen chránit práva a oprávněné zájmy svého klienta. Je povinen jednat čestně a svědomitě, důsledně využívat všechny zákonné prostředky a uplatňovat vše, co podle svého přesvědčení a příkazu klienta pokládá za prospěšné. Daňové poradenství je založeno na nezávislosti, vysoké profesní kvalifikaci a součástí záruk pro klienty je široká profesní mlčenlivost a plná odpovědnost za případnou škodu.
Významnou legislativní změnu v oblasti daňového poradenství přinesla s účinností od 1. července 2008 novela zákona č. 523/1992 Sb., o daňovém poradenství a Komoře daňových poradců ČR.[zdroj?] Ta upravila postavení právnických osob oprávněných vykonávat daňové poradenství. Novela reagovala na změnu zákona o správě daní a poplatků z roku 2007, která pod legislativní zkratku „daňový poradce“ zahrnula také právnické osoby oprávněné poskytovat daňové poradenství, čímž umožnila těmto právnickým osobám zastupovat klienty v daňovém řízení ve stejném rozsahu, jako je mohou zastupovat daňoví poradci. Tyto právnické osoby nejsou členy Komory, Komora je eviduje ve zvláštním seznamu a musí se při poskytování daňového poradenství rovněž řídit zákonem č. 523/1992 Sb.